# Gare de Saint-Denis-de-Pile
Gare de Saint-Denis-de-Pile – stacja kolejowa w miejscowości Saint-Denis-de-Pile, w departamencie Żyronda, w regionie Nowa Akwitania, we Francji. Jest zarządzana przez SNCF i obsługiwana przez pociągi TER Nouvelle-Aquitaine. 
W 2016 z usług stacji skorzystało 21 146 pasażerów.

## Położenie
Znajduje się na linii Paryż – Bordeaux, na km 539,433 między stacjami Coutras i Libourne, na wysokości 15 m n.p.m.

## Linie kolejowe
- Linia Paryż – Bordeaux